# Dorothy Holman
Edith Dorothy Holman (* 18. Juli 1883 in London, England; † 8. April 1968 ebenda) war eine britische Tennisspielerin.

## Karriere
Im Jahr 1920 errang sie an der Seite von Winifred Beamish die Silbermedaille im Damendoppel bei den Olympischen Spielen. Zuvor hatte sie bereits im Einzel die Silbermedaille gewonnen. Außerdem nahm sie am Mixed-Wettbewerb teil, schied zusammen mit Gordon Lowe aber bereits in der 1. Runde aus.
Bei den Wimbledon Championships erzielte sie im Einzel 1913 mit dem Erreichen des Halbfinales ihr bestes Resultat, in dem sie Winifred McNair in drei Sätzen unterlag. In der Doppelkonkurrenz konnte sie 1922 an der Seite von Helen Leisk in Wimbledon ebenfalls bis ins Halbfinale vorstoßen. Daneben drang sie 1919 bis ins Finale der Hartplatz-Weltmeisterschaften in Paris vor, musste sich dort allerdings Germaine Golding geschlagen geben.